# 善意取得
善意取得（ぜんいしゅとく）とは、民法や有価証券法において、善意で動産や有価証券を取得した者の取引の安全を保護するための制度であり、権利外観法理の一類型である。なお、ここでいう「善意」とは道徳的に善であることを意味するものではなく、動産や有価証券を取得した者が前主の無権利について知らないことをいう。

## 民法上の善意取得
即時取得と同義。善意だけでなく無過失も要求される。

## 有価証券法上の善意取得
有価証券の善意取得は、一般的な民法上の即時取得よりも認められやすくなっている。民法より強く、有価証券の取引を保護するという趣旨による。民法との主な違いは、以下の2点が会社法では認められていることである。
1. 取得者の主観的要件 - 取得者に悪意or重過失がなければ即時取得できる
2. 盗品・遺失物の制限なし - 盗品・遺留品であっても即時取得は制限されない（民法193条、194条は即時取得を制限する）

### 要件
手形・小切手・株券・社債券・新株予約権証券などの有価証券を、「相手方が正当な所持人である」と重過失なく誤信して、無権利者から譲り受けること。手形または裏書譲渡しうる小切手のときは、「裏書の連続」も要件とされる。
以降は、典型的な有価証券である約束手形について、通説である権利外観論に即して述べる（二段階創造説についてはここでは割愛する）。
- 無権利者（権利外観論のなかの通説による場合）

手形を譲り受けた者の相手（前主）が無権利者であった場合をいう。
なお、前主が無権利者の場合だけでなく、前主の意思表示に瑕疵があった場合、前主が無権代理人であった場合、前主が制限行為能力者など広く有効に権利を取得できない場合に、善意取得の適用をして、取得者が保護されるか問題になる。この点、通説は、沿革上の理由や意思表示に関する規定の趣旨を重視してこれについては善意取得を認めないとする。通説によると、意思表示に関する規定等により処理される。これに対して、手形の高度の流通性を理由に取得者を広く保護すべきとして、これに反対する見解も根強い。しかし、意思表示規定や表見代理規定、制限行為能力者の規定とどのように整合性を図るのか明らかでない、と通説から批判される。
- 裏書の連続（外観）

券面上、受取人から最終の被裏書人まで、裏書が間断なく続いていることをいう。
最終の被裏書人には、証券上の権利者であるとの推定（法律上の推定）が働く。これは、証券上の権利を譲渡するためには証券を交付する必要があるという法制が採られている以上、このような手形の所持人には証券上の権利が真正に移転している蓋然性が高いということに基づくものである。このことを指して裏書には資格授与的効力があるという。
なお、裏書が途切れている場合でも、その断絶部分について権利の移転があったことを立証できれば、裏書の連続が架橋され善意取得が成立する、とするのが判例である（これを架橋説という）。しかし、裁判も経ずに立証があったかどうかを判断するのは困難であるから、架橋説を疑問とする見解も多く、また、手形実務もこれを認めていないとされる。裏書不連続の手形を呈示して請求していく場面とは異なり、ここでいう裏書の連続は、善意取得の要件である信頼の対象である「外観」として機能するのであるが、仮に不連続部分について実質的権利の移転の証明があったとしても、取引時に信頼の対象である外観が存在していないという事実はいささかも変わるものではない以上、善意取得の要件を満たすことにはならないというのが理由である。
- 無重過失（信頼）

手形は多数人間を転々流通することを予定しており、流通促進を促すべく取引安全を確保する必要が高くなるので、即時取得の場合よりも主観的要件が緩やかになる（軽過失でも保護される）。

### 法的効果
条文上、適法の所持人とみなされるとあるが、法的効果は擬制ではなく推定にすぎないため、反証に成功すれば善意取得を否定することも可能である。なお、善意取得は承継取得ではなく原始取得である。